# Platycixius calva
Platycixius calva är en insektsart som beskrevs av Van Duzee 1914. Platycixius calva ingår i släktet Platycixius och familjen kilstritar. Inga underarter finns listade i Catalogue of Life.